# Barcragujn chumb (2015/2016)
Rozgrywki Barcragujn chumb w sezonie 2015/16 były 24. w historii najwyższej klasy rozgrywkowej piłki nożnej w Armenii. Rozpoczęły się 1 sierpnia 2015 roku, a zakończyły się 18 maja 2016. W lidze wzięło udział 8 drużyn, te same co w sezonie wcześniejszym. Tytuł mistrzowski zdobył Alaszkert, a królem strzelców został Héber oraz Mihran Manasjan z tejże drużyny.

## Drużyny
| \| Uczestnicy poprzedniej edycji \| Uczestnicy poprzedniej edycji \| Uczestnicy poprzedniej edycji \| Uczestnicy poprzedniej edycji \| \| ------------------------------------------------------------------------------------------------------------- \| ----------------------------- \| ----------------------------- \| ----------------------------- \| \| PIU \| Piunik Erywań \| 1 \| \| \| ULI \| Ulis Erywań \| 2 \| \| \| SZI \| Szirak Giumri \| 3 \| \| \| ALA \| Alaszkert \| 4 \| \| \| MIK \| Mika Erywań \| 5 \| \| \| BAN \| Bananc Erywań \| 6 \| \| \| GDZ \| Gandzasar Kapan \| 7 \| \| \| ARA \| Ararat Erywań \| 8 \| \| \| Oznaczenia: - kolumna pierwsza – skróty nazw drużyn, - kolumna trzecia – miejsce zajęte w poprzednim sezonie. \| \| \| \| | ALAARABANMIKPIUULI Lokalizacja klubów grających w Barcragujn chumb (2015/2016) z Erywania | SZIMIKGDZPIUARABANULIALA Lokalizacja klubów grających w Barcragujn chumb (2015/2016) |
| Uczestnicy poprzedniej edycji |                                                                                           |                                                                                      |
| PIU | Piunik Erywań                                                                             | 1                                                                                    |
| ULI | Ulis Erywań                                                                               | 2                                                                                    |
| SZI | Szirak Giumri                                                                             | 3                                                                                    |
| ALA | Alaszkert                                                                                 | 4                                                                                    |
| MIK | Mika Erywań                                                                               | 5                                                                                    |
| BAN | Bananc Erywań                                                                             | 6                                                                                    |
| GDZ | Gandzasar Kapan                                                                           | 7                                                                                    |
| ARA | Ararat Erywań                                                                             | 8                                                                                    |
| Oznaczenia: - kolumna pierwsza – skróty nazw drużyn, - kolumna trzecia – miejsce zajęte w poprzednim sezonie. |                                                                                           |                                                                                      |

## Tabela
| Lp. | Drużyna              | M  | Z  | R  | P  | B+ | B- | +/– | Pkt | Kwalifikacja                                |
| --- | -------------------- | -- | -- | -- | -- | -- | -- | --- | --- | ------------------------------------------- |
| 1   | Alaszkert Erywań (M) | 28 | 16 | 7  | 5  | 50 | 24 | +26 | 55  | Liga Mistrzów UEFA • I runda kwalifikacyjna |
| 2   | Szirak Giumri        | 28 | 15 | 7  | 6  | 41 | 27 | +14 | 52  | Liga Europy UEFA • I runda kwalifikacyjna   |
| 3   | Piunik Erywań        | 28 | 13 | 9  | 6  | 44 | 21 | +23 | 48  | Liga Europy UEFA • I runda kwalifikacyjna   |
| 4   | Gandzasar Kapan      | 28 | 11 | 12 | 5  | 35 | 27 | +8  | 45  |                                             |
| 5   | Ararat Erywań        | 28 | 9  | 10 | 9  | 28 | 31 | −3  | 37  |                                             |
| 6   | FC Banants           | 28 | 7  | 12 | 9  | 36 | 34 | +2  | 33  | Liga Europy UEFA • I runda kwalifikacyjna   |
| 7   | Mika Erywań          | 28 | 9  | 5  | 14 | 30 | 32 | −2  | 32  |                                             |
| 8   | Ulis Erywań (W)      | 28 | 0  | 2  | 26 | 8  | 76 | −68 | 2   | Wykluczenie                                 |

1. ↑  FC Banants zakwalifikowało się do pierwszej rundy kwalifikacyjnej Ligi Europy UEFA poprzez wygranie Pucharu Armenii (2015/2016).
2. ↑  W lutym 2016, Ulis Erywań został wykluczony z rozgrywek po cofnięciu licencji z powodu niedociągnięć zarówno finansowych, jak i niefinansowych. Ponieważ w tym czasie rozegrano ponad połowę meczów, mecze zaplanowane po cofnięciu licencji rozstrzygnięto jako przegrane 3:0.

### Wyniki
| Gospodarz \ Gość | ALA | ARA | BAN | GAN | MIK | PYU | SHI | ULI |
| ---------------- | --- | --- | --- | --- | --- | --- | --- | --- |
| Alaszkert Erywań |     | 1–1 | 3–0 | 0–0 | 2–0 | 1–4 | 2–0 | 4–0 |
| Ararat Erywań    | 1–2 |     | 0–0 | 2–2 | 2–1 | 1–1 | 0–2 | 2–0 |
| FC Banants       | 2–2 | 3–0 |     | 1–1 | 1–1 | 0–1 | 1–1 | 5–1 |
| Gandzasar Kapan  | 2–2 | 1–0 | 1–1 |     | 2–1 | 1–1 | 1–1 | 3–0 |
| Mika Erywań      | 0–1 | 0–1 | 1–0 | 2–3 |     | 1–0 | 0–1 | 1–0 |
| Piunik Erywań    | 1–2 | 0–1 | 5–1 | 4–0 | 2–1 |     | 3–0 | 2–0 |
| Szirak Giumri    | 1–2 | 0–1 | 1–1 | 2–1 | 2–0 | 0–2 |     | 3–2 |
| Ulis Erywań      | 0–3 | 1–2 | 2–2 | 0–0 | 0–2 | 1–4 | 0–1 |     |

| Gospodarz \ Gość | ALA | ARA | BAN | GAN | MIK | PYU | SHI | ULI |
| ---------------- | --- | --- | --- | --- | --- | --- | --- | --- |
| Alaszkert Erywań |     | 0–1 | 2–1 | 3–0 | 2–1 | 3–0 | 2–3 | 3–0 |
| Ararat Erywań    | 0–0 |     | 1–2 | 0–2 | 0–4 | 1–2 | 1–1 | 3–0 |
| FC Banants       | 2–0 | 2–2 |     | 0–0 | 1–1 | 1–1 | 0–1 | 3–0 |
| Gandzasar Kapan  | 2–2 | 0–0 | 2–1 |     | 3–1 | 1–0 | 0–0 | 3–0 |
| Mika Erywań      | 0–2 | 1–1 | 0–0 | 2–0 |     | 0–0 | 1–4 | 3–0 |
| Piunik Erywań    | 0–0 | 0–0 | 1–2 | 0–0 | 2–1 |     | 1–1 | 3–0 |
| Szirak Giumri    | 2–1 | 2–1 | 3–1 | 2–1 | 0–1 | 1–1 |     | 3–0 |
| Ulis Erywań      | 0–3 | 0–3 | 0–3 | 0–3 | 0–3 | 0–3 | 0–3 |     |